# Davao
Davao – miasto na Filipinach na wyspie Mindanao nad Zatoką Davao. W 2010 roku jego populacja wynosiła 1 176 586 mieszkańców. Jest czwartym najludniejszym miastem kraju.
Powierzchnia miasta jest równa 2444 km², co stawia je na czołowym miejscu na świecie pod tym względem (dla porównania: powierzchnia Nowego Jorku to ok. 786 km²).
Ośrodek przemysłu spożywczego, metalowego, drzewnego i włókienniczego, uprawa kwiatów ciętych, ważny ośrodek turystyczny.
Port morski obsługujący wywóz manili, kopry, drewna i owoców tropikalnych, m.in.: ananasów, bananów, pomelo, durianów; uniwersytet (University of Mindanao) założony w 1946.

## Historia
W 1847 roku przybył tu na czele hiszpańskiej ekspedycji Don Jose Oyanguren, który po pokonaniu tubylców założył osiedle i został gubernatorem tych ziem. Prawdziwy rozwój rozpoczął się jednak w XX wieku, po przybyciu osadników amerykańskich (1900) i japońskich (1903). Założyli oni liczne plantacje i rozbudowali infrastrukturę. 16 marca 1937 roku Davao uzyskało formalnie status miasta.

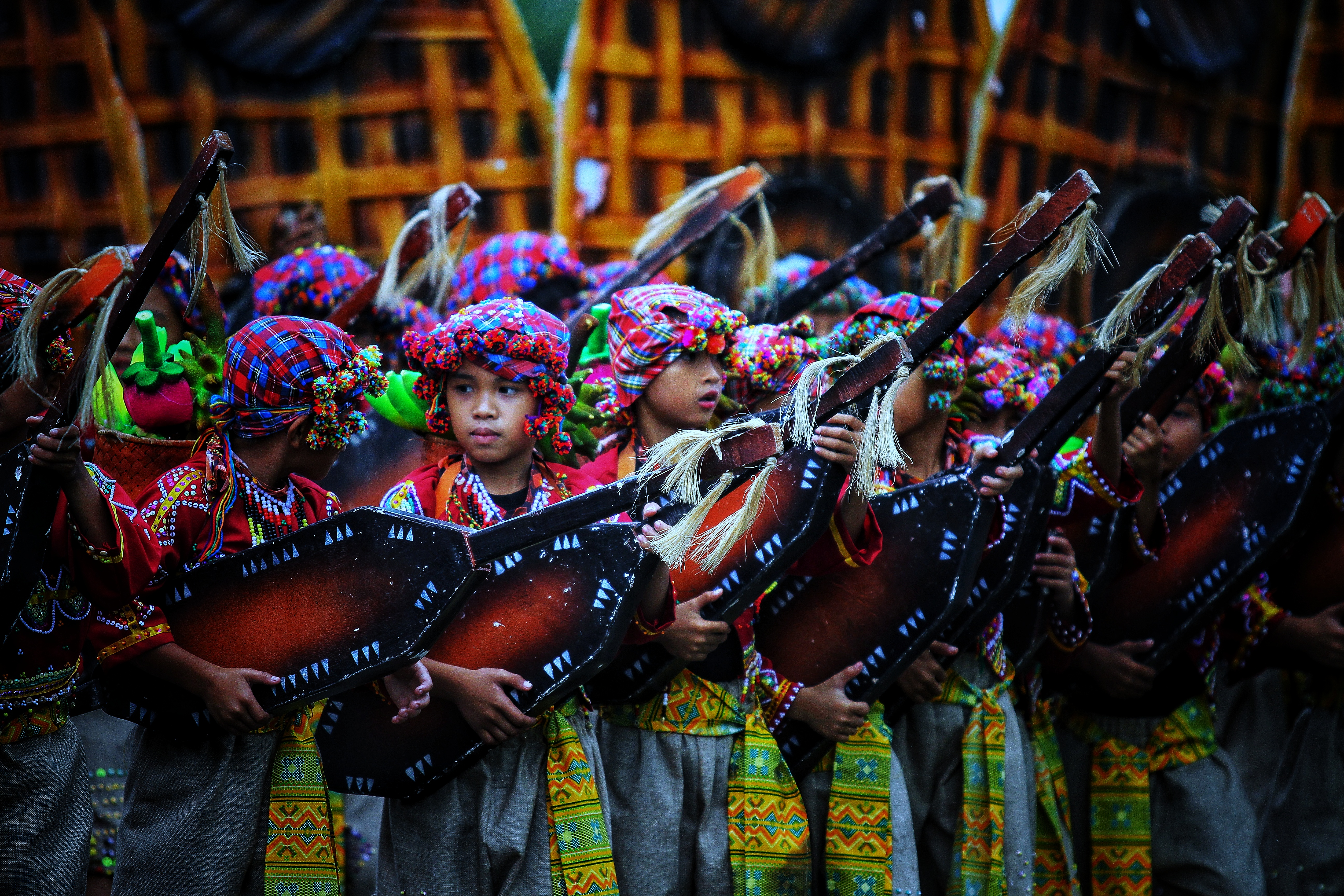
Uczestnicy i uczestniczki Festiwalu Kadayawan w Davao, 2019 r.

W latach 1988–1998, 2001–2010, oraz 2013–2016 burmistrzem miasta był Rodrigo Duterte (w latach 1986–1987 oraz 2010–2013 wiceburmistrz miasta, a w latach 1998–2001 – deputowany Izby Reprezentantów), który w 2016 roku został prezydentem Republiki Filipin.

## Miasta partnerskie
- Keelung, Republika Chińska
- Bitung, Indonezja
- Manado, Indonezja
- Tacoma, Stany Zjednoczone
- Koror, Palau
- Nanning, Chińska Republika Ludowa
- Dapitan, Filipiny